# Kasteel Doggenhout

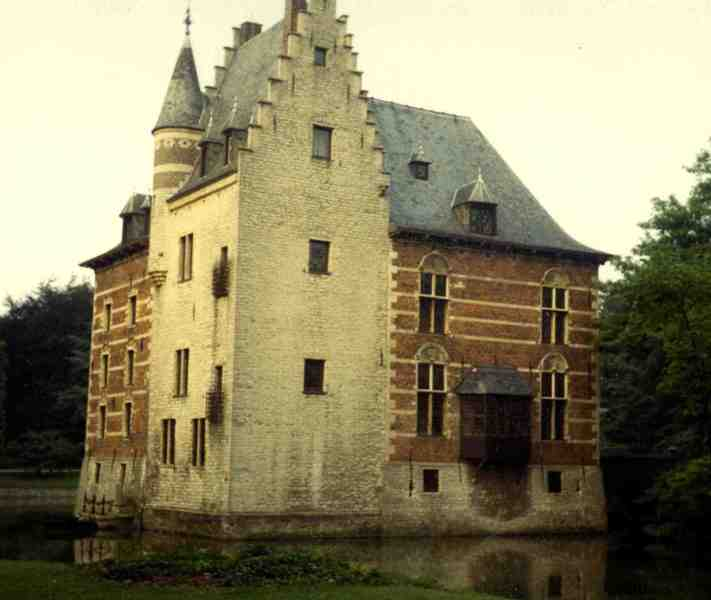
Kasteel Doggenhout

Het Kasteel Doggenhout, ook Hof van Kruyckenberg of Hof van Liere genoemd, is een waterkasteel in de Antwerpse plaats Ranst, gelegen aan de Doggenhoutstraat.

## Geschiedenis
In 1186 werd het kasteel voor het eerst vermeld. Begin 13e eeuw kwam de heerlijkheid Doggenhout in het bezit van Walter Berthout I van Berchem. Doggenhout werd de zetel van de heerlijkheid Ranst-Berchem. De heerlijkheid bleef tot 1407 in bezit van de familie van Berchem en kwam daarna aan de familie van Liere. In de loop van de 16e eeuw en daarna volgden vele eigenaars elkaar op.
De donjon dateert van de eerste helft van de 14e eeuw, werd in 1610-1613 in opdracht van Jeanne de Rovelasca uitgebreid tot buitenhuis (huis van plaisantie).
Kort na 1895 werd het kasteel gerestaureerd in opdracht van Jean-Corneille Adriaenssen. In het 2e kwart van de 20e eeuw werd het kasteel opnieuw gerestaureerd.

## Gebouw
Het kasteel op vierkante plattegrond is gelegen binnen een cirkelvormige omgrachting. In de zuidwesthoek vindt men een donjon op rechthoekige plattegrond. Deze is gebouwd in natuursteen en heeft trapgevels en een erkertorentje. De 17e-eeuwse uitbreiding is in baksteen, voorzien van speklagen.
In de donjon is nog een renaissanceschouw van 1561. In de hal bevindt zich een trap van 1613. Verder zijn er meerdere vertrekken met historische onderdelen (schouwen, balklagen en dergelijke).
Tot de bijgebouwen behoort een poortgebouw in neogotische stijl, van omstreeks 1880. Ook zijn er enkele 20e-eeuwse bijgebouwen in traditionalistische stijl.